# Lægeloven
Bekendtgørelse af lov om udøvelse af lægegerning (i daglig tale blot Lægeloven) var indtil 1. januar 2007 den lov, hvori lægernes – inklusive turnuslægernes og speciallægernes – virke samt autorisations- og videreuddannelsesbestemmelser var beskrevet.
1. januar 2007 blev Lægeloven afløst af Autorisationsloven – Lov om autorisation af sundhedspersoner og om sundhedsfaglig virksomhed – hvor lægers virke samt autorisations- og videreuddannelsesbestemmelser beskrives i § 27-46.

## Eksterne kilder og henvisninger
- Bekendtgørelse af 19. april 2001 af lov om udøvelse af lægegerning (gældende indtil 1. januar 2007)
- Bekendtgørelse af 22. maj 2006 af lov om autorisation af sundhedspersoner m.m., §§ 27-46 (gældende siden 1. januar 2007)